# 青岛市博物馆
青岛市博物馆，位于中华人民共和国山东省青岛市崂山区梅岭东路51号，南临青岛大剧院、北临青岛国际会展中心。全馆占地面积7万余平方米，总建筑面积2万平方米，是一座集历史、艺术、人文为一体的综合性、多功能、现代化博物馆，新馆于2001年6月24日全面开放。

## 历史沿革
1959年4月13日，山东省青岛市人民委员会批准成立青岛市地志博物馆。10月8日，青岛市地志博物馆更名为“青岛市博物馆”，正式成立前称为“青岛市博物馆筹备处”。1965年，青岛市博物馆正式成立，是一座集历史、艺术为一体的综合性地志博物馆，馆址位于青岛市市南区大学路南端的红卍字会旧址，该建筑设施于1930年代。1996年，青岛市政府决定在崂山区梅岭路27号建造青岛市博物馆的新馆舍。2000年9月30日，新馆试开放，基本陈列“青岛历史文明之光”开展。2001年6月24日，新馆正式全面开放，《馆藏明清书画陈列》《馆藏古代碑刻拓片陈列》等7个文物专题陈列同时展出。2008年，青岛市委市政府投资1800万元，对青岛市博物馆内部配套设施进行改造。

## 展厅

### “青岛史话”厅
“青岛史话”厅的主题为《青岛地区历史陈列》，全厅分为四部分，其中展馆一层、二层的西侧各有两部分：
- 一层为上部《古韵悠长》，时间起訖点是新石器时期至青岛建置前。展览共分为：“东夷文明溯源”、“齐国经济重镇”、“秦皇汉武巡疆”、“北方千载古港”、“道教鼎盛崂山”、“明清海防要地”六个单元。
- 二层为下部《岁月回眸》，时间起訖点是青岛建置至共和国统治。展览共分为：“清朝设防建置”、“德国殖民开发”、“日本强占掠夺”、“民族主权回归”、“八年抗日战争”、“人民获得解放”六个单元。

### “书画专题展”厅
“书画专题展”厅位于展馆二层东北侧，为馆藏明清书画专题展厅。

### 三层展厅
展馆三层有5个专题展厅，分别为：
- “彩瓷聚珍”厅，馆藏明清瓷器陈列，分“飘逸优雅青花瓷”、“绚丽多姿彩绘瓷”、“清纯隽永色釉瓷”三个单元；
- “古钱今说”厅，馆藏古代钱币陈列，分“缘起大海之贝”、“铸币源自工具”、“一统方孔圆钱”、“乱世六朝遗珠”、“方寸书家气韵”、“微观民族融合”、“泉说王朝末世”、“花钱压胜吉语”、“雕模制范熔铸”九个单元；
- “百工奇技”厅，馆藏古代工艺品陈列，分“嵌钿雕漆”、“剔角镂竹”、“香炉珐琅”、“琢玉成器”、“文房砚墨”、“抟土塑陶”、“金铜造像”七个单元；
- “左臂丹青”厅，馆藏高凤翰书画艺术陈列，分“艺承家学”、“技增江南”、“独步画坛”、“名留后世”四个单元；
- “乡间画记”厅，馆藏山东民间木版年画艺术陈列，分“拜神祈福”、“戏出传说”、“民生写真”、“花鸟山水”四个单元。

### 互动空间
互动空间位于二层东南，在互动区内观众可在参与游戏和手工制作等互动项目。

### 临时展厅
临时展厅位于一层东侧，该展厅不定期举办海内外各种博物馆的各类文物和艺术品展览。

## 参观指南

### 开放条件
- 5月至10月：9:00~17:00（16:00停止入场）；[1]
- 11月至次年4月：9:00~16:30（15:30停止入场）；
- 周二至星期日开馆免费游览，周一闭馆（法定节假日除外）；
- 每天限定参观人数3000人。

### 服务设施

#### 语音导览
博物馆设有付费的数码式语音导览系统，能分别用中文、英文、日文、韩文等语种介绍博物馆的文物及历史。 

#### 电子触摸屏
博物馆设有免费的电子触摸屏，观众可自主简要、立体地浏览到博物馆的总体概况、展厅布局、陈列内容、服务设施等方面。

#### 查询放映区
博物馆设有查询放映区，观众可在此查询文物相关知识史料，观看资料影片等。

#### 学术报告厅
博物馆设有学术报告厅，拥有投影仪、音响等多媒体现代展示载体，可召开容纳百余人的学术报告、艺术讲座、专题会议等。

## 图集

青岛市博物馆正门
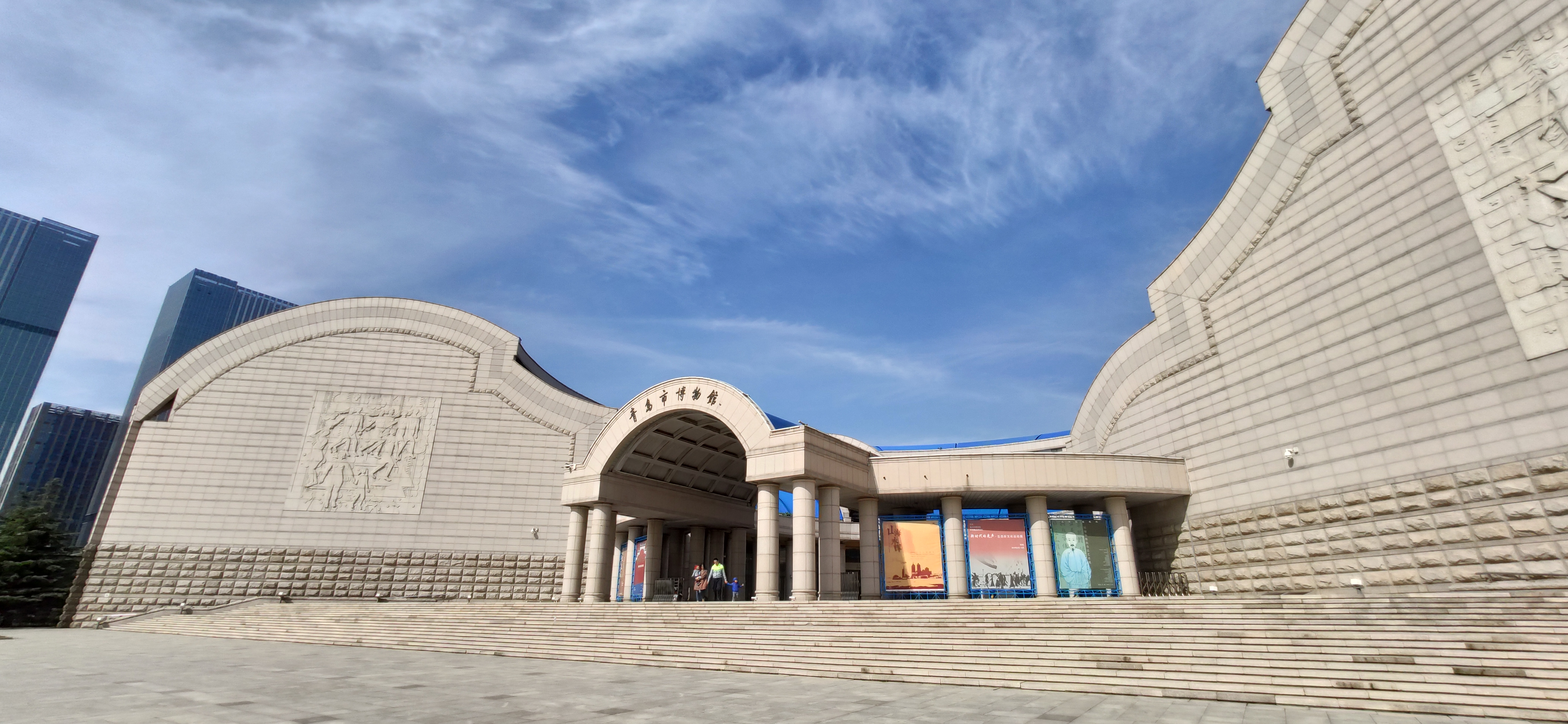
侧拍青岛市博物馆
西侧浮雕
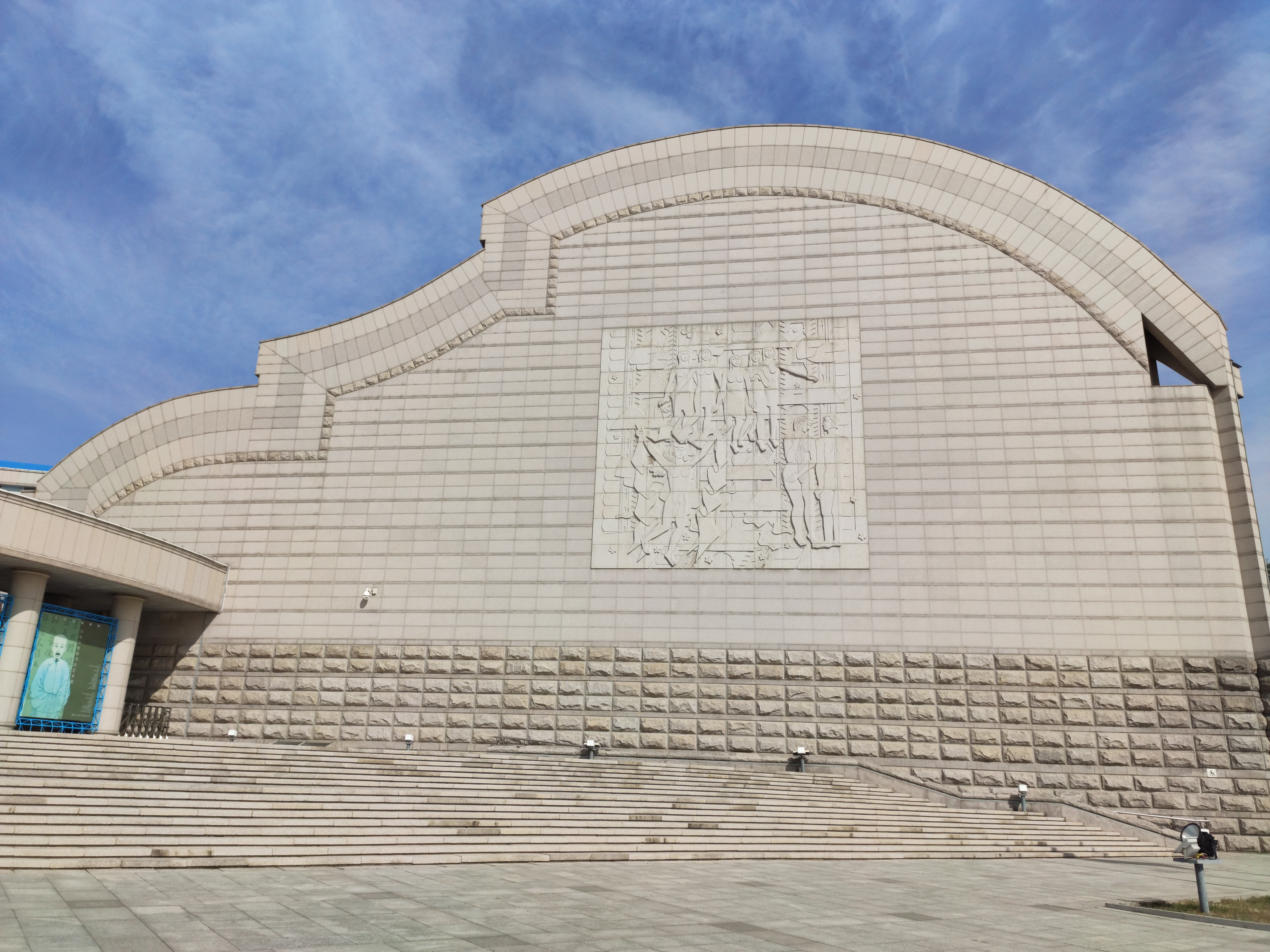
东侧浮雕